# 豊住誠
豊住 誠（とよずみ まこと、1962年1月 - ）は、日本の教育学者。専門は英語教育。皇學館大学文学部コミュニケーション学科教授。

## 人物
三重県久居市（現・三重県津市）出身。三重大学教育学部在学中の1982年から1983年にかけてミシガン州立大学に留学（文部省教員養成大学学部学生海外派遣制度）。1984年に三重大学教育学部を卒業。1986年に兵庫教育大学大学院学校教育研究科修士課程を修了（修士（教育学））。
その後公立高校教員（地方公務員）となり、三重県立四日市高等学校教諭、鈴鹿工業高等専門学校講師、岐阜市立女子短期大学講師を経て、1998年に皇學館大學に赴任。講師、助教授を経て2007年より教授（現職）。

## 著書

### 単著
- 『国際化と英語教育』（皇學館大学出版部、2006）

### 共編
- （山岡俊比古）『英語教育学論集 青木昭六先生古稀記念論文集』（桐原書店、2000）

### 共著
- （青木昭六）『英語授業実例事典』（大修館書店、1990）
- （青木昭六）『英語授業実例事典 2』（大修館書店、1992）
- （松村幹男）『英語科教育の理論と実践＜理論編＞』（現代教育社、1996）
- （青木昭六）『英語科教育法の構築と展開 新学習指導要領に基づく』（現代教育社・教育情報出版、2002）
- （青木昭六）『新しい英語科教育法 理論と実践のインターフェイス』（現代教育社、2002）
- （皇學館大学コミュニケーション学科）『コミュニケーション力とは何だろう』（皇學館大学講演叢書第120輯）（皇學館大学出版部、2008）
- （皇學館大学コミュニケーション学科）『コミュニケーションの風景』（皇學館大学コミュニケーション学会、2009）

### 講演録
- 『英語のコミュニケーション 言語行動と非言語行動』（皇學館大学講演叢書第107輯）（皇學館大学出版部、2002）

### 共訳
- （マーティン・バイゲイト）（青木昭六、村端五郎）『オーラル・コミュニケーション 考え方と進め方』（大修館書店、1995）
- （ニック・アンダーヒル）（青木昭六）（村端五郎、萬谷隆一）『スピーキングの指導とテスト 実例ハンドブック』（桐原書店、1997）
- （ジェーン・ウィリス）（青木昭六）（野呂忠司、松村昌紀、村端五郎）『タスクが開く新しい英語教育 英語教師のための実践ハンドブック』（開隆堂出版、2003）